# Рахимзода Сабохат
Раҳимзода Сабоҳат  (также известна как Раджабова Сабохат Рахимовна; род. 25 мая 1944, посёлок Яван, Яванский район, Таджикская ССР) — таджикский государственный, политический и общественный деятель, кандидат исторических наук, национальный эксперт по вопросам гендера, председатель благотворительной ОО НАЖП «Кадбону».

## Биография
Окончила Таджикский государственный университет им. В. И. Ленина (1968, историк), Академию общественных наук при ЦК КПСС в Москве (1981, с отличием), защитила кандидатскую диссертацию (1985) на тему: «Деятельность Компартии Таджикистана по вовлечению женщин в промышленное производство».

Свою трудовую деятельность начала в 1961 году библиотекарем. В разные годы работала в редакциях газет, Ташкентской высшей партийной школе, учителем истории в школе №1 Кумсангирского района. С 1969 года занимала руководящие должности в комсомоле: второй, затем первый секретарь Гиссарского райкома. С 1973 — заведующая отделом пропаганды и культурно-массовой работы ЦК ЛКСМ Таджикистана, в 1975-1977 инструктор ЦК КП Таджикистана.

В 1977—1979 годах — заместитель председателя Курган-Тюбинского облисполкома. В 1981–1990 годах — заведующая отделами УД Совета Министров Таджикской ССР, включая социально-культурные учреждения, НТП, отдел по делам женщин, охраны семьи, материнства и детства. В 1991–1993 годах — заместитель министра народного образования Таджикской ССР. В 1995–1999 — директор МК «Сабохат».

## Общественная деятельность
Основатель и председатель благотворительной ОО «Национальная ассоциация женщин-предпринимателей "Кадбону"» (с 1999 г.), ОО «Союз женщин российских соотечественников Таджикистана» (с 2008 г.). Является соучредителем:
- Ассоциации «МИДАТ» (председатель в 2010–2012),
- ОЮЛ «Бизнес Ассоциация женщин-предпринимателей "ASIA"» (член правления с 2015 г.).

Разработала и внедрила десятки инициатив по поддержке женщин и девушек:
- президентские гранты для женщин-предпринимателей;
- образовательные квоты для девушек из горных районов при поступлении в Вузы Таджикистана;
- народные университеты и курсы по бытовой культуре;
- профессиональные курсы для женщин и девушек;
- программы по гендерным вопросам;
- конкурсы женщин-предпринимателей и женщин-банкиров и др.

Автор более 120 публикаций, включая книги, монографии, пособия и научно-популярные труды. Основные темы: гендер, женский труд, предпринимательство, образование. Ментор и тренер по темам «Гендер в экономике», «Основы предпринимательства». Обучила более 700 женщин бесплатно. Модератор более 200 мероприятий.

## Участие в общественных советах
Была депутатом Гиссарского и Курган-Тюбинского советов. Участвовала в более 50 госкомиссиях, международных и республиканских советах. В настоящее время:
- Член Межведомственной рабочей группы № 12 по вопросам «Гендерного равенства» при Секретариате НС развития при Президенте РТ;
- Член Рабочей постояннодействующей группы по развитию предпринимательской деятельности среди женщин, молодежи и лиц с ОВЗ при Госкоминвесте РТ;
- Член Общественно-консультативного совета при Таможенной службе РТ;
- Член Совета по упрощению торговли при Минэкономразвития;
- Член Международного клуба успешных женщин мира;
- Член Совета женщин-предпринимателей при ИОГВ г. Душанбе;
- Член Совета ветеранов труда и войны;
- Член Совета женщин-миротворцев при Комитете по делам женщин.

С 2000 года — член Народно-Демократической партии Таджикистана.

## Награды и признание
- Медаль «За трудовую доблесть» (1970)
- Медаль «Барои хизматҳои шоиста» (2024)
- Почётный знак «За вклад в дело дружбы» Российского зарубежного центра
- Отличник образования и науки Таджикистана
- Более 50 почётных грамот, дипломов, благодарностей и сертификатов

Победитель:
- Грант Президента РТ для женщин-предпринимателей (2006)
- ТОП-100 успешных женщин Таджикистана (2021)
- ТОП-50 за вклад в развитие общества — ТРК «Ватан» (2021)
- Конкурс «Лучшая семейная библиотека»

## Личная жизнь
Вдова. Мать четырёх детей, имеет 19 внуков и правнуков. Активно занимается благотворительностью. Является национальным экспертом по гендерным вопросам. Активно способствует решению проблем общества: более 500 публичных выступлений, десятки предложений по улучшению жизни населения.